# Saint-Julien-de-Peyrolas
Saint-Julien-de-Peyrolas település Franciaországban, Gard megyében. Lakosainak száma 1501 fő (2022. január 1.). Saint-Julien-de-Peyrolas Saint-Just-d’Ardèche, Saint-Martin-d'Ardèche, Aiguèze, Saint-Paulet-de-Caisson és Salazac községekkel határos.

## Népesség
A település népessége az elmúlt években az alábbi módon változott:
| Lakosok száma | 667  | 711  | 1088 | 1193 | 1316 | 1362 | 1402 | 1442 | 1440 | 1501 |
|               | 1968 | 1982 | 1990 | 2006 | 2013 | 2015 | 2017 | 2019 | 2020 | 2022 |